# 郭秉文
郭秉文（1879年—1967年或1969年） ，字鴻聲。原籍江蘇江浦（今南京浦口），生於江蘇青浦（今上海青浦）。教育家，中國現代高等教育事業的先驅，中國現代大學的開創人之一。

## 生平
1896年畢業於上海清心書院。1908年後赴美留學，1911年獲伍斯特學院理學士學位後，入哥倫比亞大學教育学院攻讀教育學；1914年著《中國教育沿革史(The Chinese System of Public Education)》，為中國教育制度史的開山之作，以此博士論文獲教育學哲學博士學位，是中國學人中的第一位教育學博士。留學期間任中國留美學生聯合會會長，並兼任會刊主編。1915年回國，應江謙之聘，先後任南京高等師範學校教務長、代校長，1919年正式出任校長，1921年南京高師改建國立東南大學（1928年更名國立中央大學），仍任校長，1925年離職。
1923年起連續三屆當選世界教育會副主席兼亞洲分會主席。1925年，任中華教育促進會會長。1926年5月，與門羅（Paul Monroe）在紐約創立“華美協進社”（China Institute in America），任首任社長，對中華文化交流有重大貢獻。1931年受孔祥熙之邀再次回國出任國際貿易局局長，並加入銀行金融界，貢獻甚多。抗戰爆發後，以財政部次長兼中英貿易協會主任身份赴英國爭取友邦助力。1945年抗戰勝利，出任聯合國救濟總署副署長兼秘書長。1957年與恒慕义（Arthur Hummel）及曹文彥、鮑幼玉等人以私人力量在美組織華府中美文化協會（Sino-American Cultural Society），舉辦學術活動，並應邀擔任“中華民國在美教育文化事業顧問委員會”主任委員。
1969年8月29日在美國華盛頓哥倫比亞特區逝世。

## 創辦現代大學
郭秉文獲哥倫比亞大學教育學博士學位之後，受南高校長江謙之聘，在美國廣攬教席。1915年回國，協助江謙以兩江師範學堂校舍基礎籌建南高，任教務長。1918年3月江謙病退，郭秉文任南高代理校長，1919年9月正式繼任校長，劉伯明為副校長兼文理科主任，陶行知為教務長兼教育科主任。此時的南高，已經是南方最高學府。1920年4月提議籌建國立大學；9月聯名上書教育部“擬就南京高等師範學校校址及南洋勸業會舊址，建設南京大學，以宏造就”；12月經北洋政府國務會議正式通過並定名為“國立東南大學”，在南高成立東南大學籌備處；此後以南高之教育、農、工、商四個專修科改歸國立東南大學，1921年10月東大正式成立並開始上課，南高學校之各本科仍由南高繼續辦理。南高自1921年起不再招生，俟其學生全部畢業後即併入東大。郭秉文同時擔任東大校長和南高校長。1922年12月，郭秉文校長呈文教育部提出，南高與東大設在一處，“職員、教員兩校共同延聘，校舍設備亦兩校共同應用，名雖兩校，實則一校”，提議南高併入東大，教育部對此未表異議；1923年7月，南高校牌撤去，南高正式併入東大。
郭秉文为所筹组创建的国立东南大学的首任校长，被称为“东南大学之父”。 從參與籌建南高，到改建東大，數年間主持校務，建立起“崛起于東方的現代大學”。他廣攬英才，其中延攬了五十位學有所成的留學生。所延教授，皆一時之選，每一位都精通他自己所教的學科。教育界遂有“孔雀東南飛”之說。南高東大各科部分名師有：
- 文理科（中文、歷史、哲學、外語、政治、經濟、數學、物理、化學、地學等系）：劉伯明、柳詒徵、王伯沆、張士一、樓光來、梅光迪、吳宓、吳梅、顧實、王易、蔣維喬、 湯用彤、孫本文、林天蘭、蕭純錦、周鯁生、朱君毅（朱斌魁）、李瑪、淩冰、陳中凡、羅家倫、梁實秋、陳衡哲、任鴻雋、胡剛複、熊正理、竺可楨、孫洪芬、張子高、王琎、何魯、熊慶來、查谦、葉企孫、段調元
- 教育科（教育、藝術、心理學）：陶行知、陳鶴琴、徐養秋、汪懋祖、呂鳳子、李叔同、程其保、鄭曉滄、孟憲承、陸志韋、廖世承
- 農科（生物、農藝、園藝、畜牧等系）：秉志、鄒秉文、胡先驌
- 工科（機械、土木、電機工程）：茅以升、塗羽卿、沈祖瑋
- 商科（普通商業、工商管理、會計、銀行理財、國際運輸各系）：朱進、楊杏佛、馬寅初、潘序倫、李道南、沈蘭清、胡明複、陳長桐、瞿季安、林振彬
- 體育：盧頌恩、張信孚、麥克樂

郭秉文倡行學者治校、學術自由，給教育和學術帶來了活力。郭秉文在參與創建南高和東大前后，也为初创不久的中国科学社立足南京，发挥到了重要影响。 啟蒙中國現代科學的主要團體中國科學社，依託南高、東大，展開了中國現代科學的奠基工作；也使得南高和東大成為民国时期中國科學的一个大本營，为中國現代科學體系的建立做出了贡献。
南高、東大率先在中國實行學分制、選科制，改行教學法，開創中國現代科學研究工作，科學名世，人文卓著，稱為“東方教育的中心”。美國洛克非勒基金會曾派專家來華調查中國各大學的科學研究狀況，調查結果顯示，只有東大在師資力量、科研水平等方面具有堅實的基礎，遂捐贈建造一座當時一流的科學館，首開中國國立大學接受國外基金資助的先例。南高東大聲譽鵲起，蜚聲世界，為國際教育界所重，國際教育會东方部主任評價東大為“中國最有發展前途的大學”，“將來之發達，可與英國牛津、劍橋兩大學相頡頏”。 1923年3月，郭秉文任中國首席代表參加第一次世界教育會議，被推選為世界教育會副主席兼亞洲地區主席，之後連任兩屆。
郭秉文創辦現代大學，對中國教育界產生了深遠的影響。南高、東大師生中造就出許多著名教育家，成為傑出大學校長的搖籃。中國具有重要歷史地位的大學，多曾由南高東大校友掌校，著名的大學校長有如國立四川大學校長任鴻雋，國立浙江大學校長竺可楨，國立清華大學、國立中央大學校長羅家倫，國立河海工科大學、北洋大學、交通大學校長茅以升，國立重慶大學校長何魯，國立雲南大學校長熊慶來，國立中正大學校長胡先驌，國立武漢大學校長周鯁生，國立中央大學、交通大學校長吳有訓，北京大學校長馬寅初，清華大學校長葉企孫，中國科學技術大學校長嚴濟慈。郭秉文現代大學的辦學思想和南高東大的校制校風，因而成為開創發展中國現代高等教育的重要營養源泉。
東大實行現代教育和學術研究，成為中國現代大學的先驅；與此同時，在郭秉文、陶行知的倡導和支持下，南高與東大附屬學校推動基礎教育現代化，從而促成了中國整個現代教育體系的形成。其中，有教育科俞子夷主持南京高等師範學校附屬小學，推行新教育，試行設計教學法；有廖世承主持附屬中學，試行現代中學教學法，開創中國“六三三制”中小學學制。此外，尚有教育科陳鶴琴主持“國立東南大學教育科實驗幼稚園”鼓樓幼稚園；鼓樓幼稚園為中國最早的幼稚教育實驗中心，其創設的教學體系後來在全國推廣，開創發展了中國的幼稚教育事業。在郭秉文的執掌下，南高、東大從基礎教育到高等教育的系統試驗革新，醞釀了壬戌學制，奠定了中國現代教育體系的基礎。

## 告別東大
1924年，就在郭秉文和東大在教育界正如日中天之時，國民黨元老汪精衛有意染指東大校長一職，和吳稚暉、李石曾等國民黨人士指稱郭秉文是“教育界的吳佩孚”，屬於“直系人物”，一番運動後當時執政的段祺瑞授意北洋政府於1925年1月6日突然免去郭秉文校長職務。消息傳出，師生震怒，以集體退學力爭，展開護長運動。2月中旬，汪精衛在《民國日報》刊登答復東大學生的公開信，爭論一番亦無結果。郭秉文深知政治險惡，深怕學生受到傷害而悄然離校，當月掛冠而去，先是赴美考察教育，在芝加哥大學擔任講座教授，接著就到英國參加世界教育會議。郭秉文的去職，標誌著一個時代的結束。東大易長爭端，實則是「學者治校」、「學術自由」和「黨化教育」在中國的抗爭之始，隨著國民黨控制時局能力的增強，國民政府定都南京，蔡元培出任大學院院長，終以黨派勢力滲透進入學術教育界和「黨化教育」的推行為結局；從此中國進入黨化教育錮制學術教育界的時代，並且一直持續到二十一世紀今天的中國。東大由此自1925年起進入動盪時期，東大學潮與易長風波歷時長達三年之久。1927年8月東大改組為第四中山大學，1928年2月更名為江蘇大學，因師生反對要求更名為“南京大學”而於1928年5月定名國立中央大學，直至1932年羅家倫出任校長，才逐步恢復元氣。郭秉文在中國創辦現代大學的影響，延續久遠。

## 辦學思想
郭秉文辦學，倡行學者治校、學術自由、學生自治。
- 主張大學自治，辦學獨立，學校為教育和學術的神聖殿堂，應獨立於黨派，不應與任何黨派發生糾葛。“學校是教育、學術性機構，是培養人才、振興科學之地。非學者不能擔當此重任”，“學者不干預政治”，“學者不黨”。
- 倡行學者治校。南京高師1915年成立伊始，江謙任校長，郭秉文任教務長，即采民主治校體制，因學校規模較小，行政組織採合議與分任制，學校重大事項由校務會議討論決定。1918年郭秉文任代理校長後，發展民主治校體制，校務實行責任制與評議制並行，即一方面確立校長總理一切校務之責，一方面規定凡學校大政方針必須交校務委員會議決。校務會議相當於學校的立法機構，所作決議經由校長批准後即由學校行政部門付諸實施。同時，成立各種常設或臨時的專門委員會，將學校的各種事務交由教職員自行辦理。經過完善，逐步形成了校董會制、校長制與“三會制”並存的學校治理模式，即校董會決定學校大政方針，校長總事校務，評議會、教授會、行政委員會各司其職，評議會議處學校重大事宜，教授會議處全校教學、研究及學科建設事宜，行政委員會統轄學校行政事宜。
- 提倡學術自由。政治思潮來說，當時學校所在的南京，共產黨被當局視為異端赤党，國民黨亦處於地下狀態，南高、東大卻包容著持有各種主張的師生，人文主義、三民主義、國粹主義、改良主義、自由主義、國家主義、共產主義、無政府主義等種思潮，彙於一堂，成為自由思想的堡壘。
- 提出“自動主義”，培養學生的獨立人格和自治素養。自動主義，對在校學生而言，指學習上的自學和自力研究，生活上的自立、自理，各種學術、文化、體育活動上的自行組織和主辦。“自動主義”的薰陶也培養了學生自治、民主的現代共和國民素養。為推動“自動主義”的實行，學校評議會中專門設立了學生自治委員會，先後聘請深受學生敬仰的劉伯明教授、陶行知教授為主任委員，指導學生自治會的工作。
- 實行“四個平衡的辦學方針”：
  - （一）通才與專才的平衡，
  - （二）人文與科學的平衡，
  - （三）師資與設備的平衡，
  - （四）國內與國際的平衡。
- 實施“三育並舉”：
  - 訓育，
  - 智育，
  - 體育。
- 辦學上實行學術與事功平衡。嘗言：“不發揚民族精神，無以救亡圖存；非振興科學，不足以安邦立國”。鼓勵實驗研究，促進科學和技術進步；注重農工商各科專業教育，推動經濟和社會發展。郭秉文認為大學應培養多種類型的人才，設立多種學科；同時本科注重通才教育，不忽視應用；專科注意專才教育，不忽視基礎，兩者相輔相成，不可偏廢。
- 實行教育與研究平衡，教學和科研融合。
- 注重師資，延攬一流教授。“寓師資於大學 ”；廣求智識於世界。
- 注重選材，提出“嚴格甄審，寧缺毋濫”的招生原則，入學考試兼采心理測驗。
- 平衡專業教育和自由教育。在學制上，改行選科制和學分制以利學生志趣和才智的發揮。
- 注重品格修养，主張以德為本，勉勵養成崇高、恬靜、雄毅的“國士風範”，如劉伯明所言，“士以氣識為先，獨宜秉持士林氣節，保持朴茂學風”。南高、東大尤重氣節士節教育，學校教授也大都有兩個顯著特點：一個是重士人氣節，一個是重學育人。學校樹立起朴厚的學風，南高、東大教授，于自身則勤學潛修，精益求精；於學生則是循循善誘，誨人不倦。東大改為中大，依舊是這種校風。中大時期，“中大的教授團，一如中大的校風 —— 樸實而有光輝”，“他們平均起來說，不像其他學校教授在社會上有赫赫之名，他們也從不不安于位的滿天飛。他們從不今天北上，舉行一個表演性的講學；明天南下，發表一個政治性的談話。有時主張科學救國，有時又要民主興邦，什麼都做，就是不肯安靜下來教學生讀書。中大教授們只知道守住自己的崗位，每天帶著智慧的微笑，默默的傳道授業解惑，散發師道的尊嚴與光輝”。
- 主張發揚中國本土文化，同時吸取西方的進步科學文化，融會中西。文科教育須弘揚民族文化，堅定民族的自尊心和自信心，因此學校將國文列為全校必修，務使學子明白祖國的歷史與全貌，明白民族文化的精髓，明白當今之危難與自己的責任。在那個國家積弱、民族自卑氾濫、“西化”之說甚囂塵上的時代，南高、東大之學衡，以中國現代人文主義先驅劉伯明和國學大師柳詒徵兩大精神支柱為領袖，成為固守中國文化的大本營，亦為現代新儒家之濫觴。然而，南高、東大亦不盲目排外，一方面發掘中國文化，取其精華，去其糟粕；一方面引進科學新知識，以圖中國文化的充實與發展。學校眾多日後成為著名自然科學家者，亦常感念母校的人文教育是他們賴以成長的良好條件。
- 秉持“平和協進”的理念。郭秉文認為，為人為事，最終本於“和”“平”二字，平乃能和，和乃能進，“平”為治學的座右銘，“平”亦辦學治事之方針。

## 书目
- 《郭秉文先生纪念集》

著作 
- 《 The Chinese System of Public Education 》

## 紀念
- 國立中央大學秉文堂（地球科學學院）。

## 延伸阅读
[在维基数据编辑]
 《游美同學錄·郭秉文》，出自《游美同學錄》
 在维基共享资源阅览影像
| 教育職務     | 教育職務                              | 教育職務      |
| ------------ | ------------------------------------- | ------------- |
| 國立中央大學 |                                       |               |
| 前任： 江谦  | 國立中央大學校長 第二任 1919年-1925年 | 繼任： 張乃燕 |